# 부식 (음식)

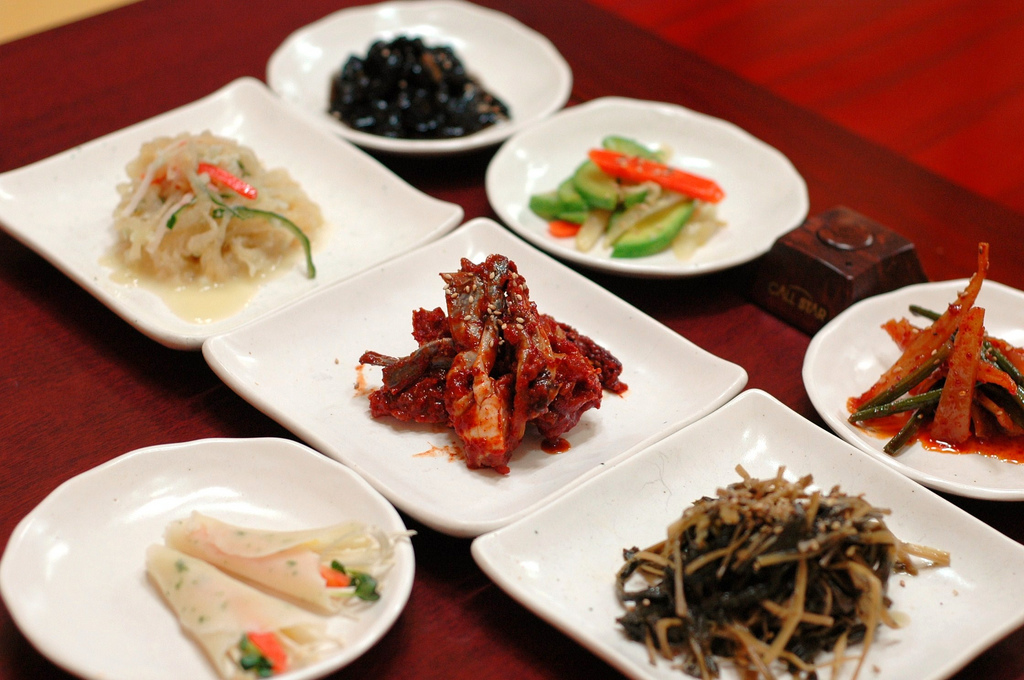
여러 가지 반찬

부식(副食)은 주식에 곁들여 먹는 음식이다. 부식물(副食物)이나 부식품(副食品)이라고도 한다. 주요리에 곁들여 먹는 음식인 부요리(영어: side dish)를 부식이라 일컫기도 한다.

## 종류
- 한국: 반찬
- 네팔: 타르카리
- 이탈리아: 콘토르노

## 사진 갤러리

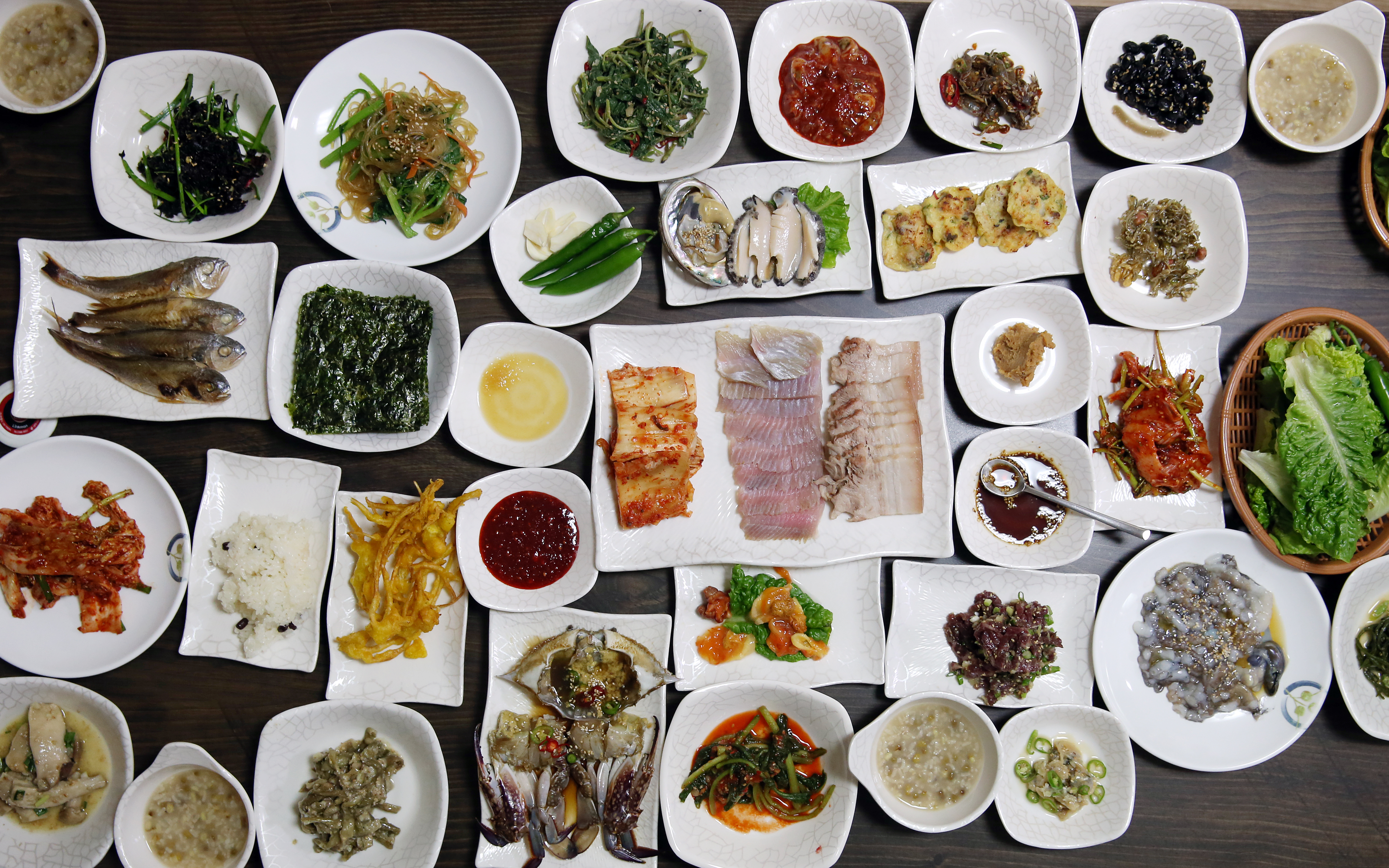
여러 가지 반찬을 곁들인 한정식 반상
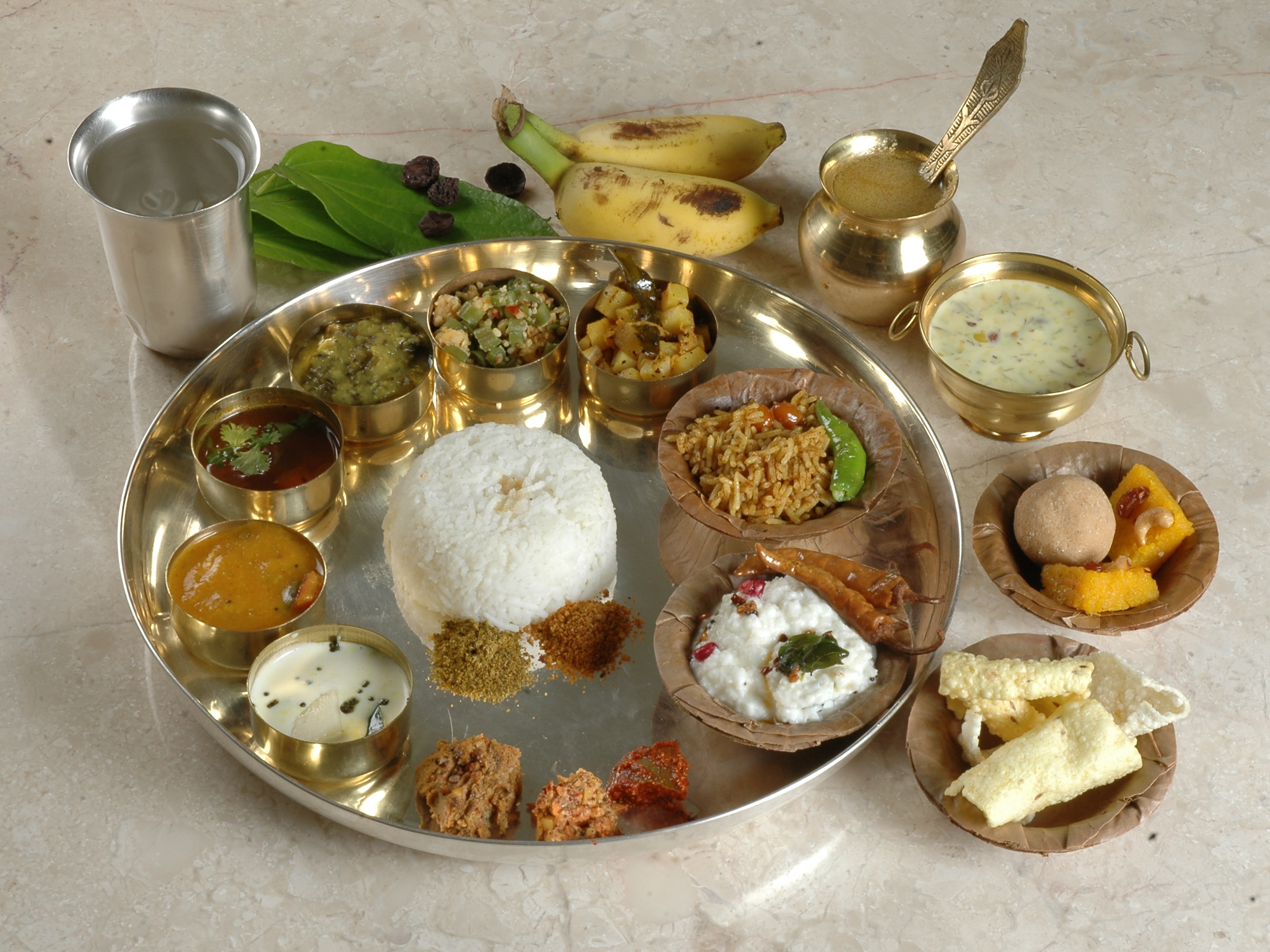
여러 가지 부식을 곁들인 인도식 탈리
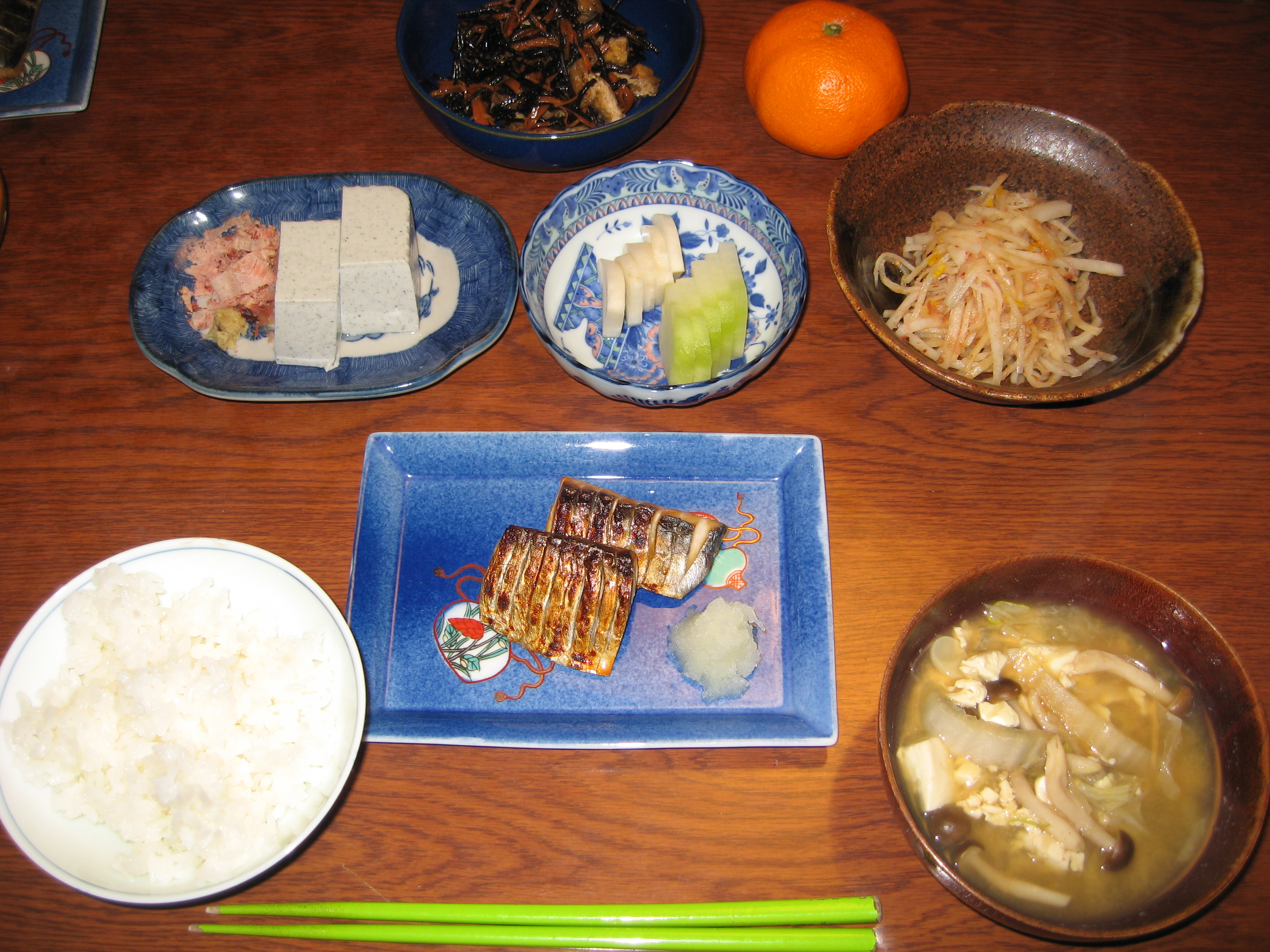
여러 가지 부식을 곁들인 일본식 상차림
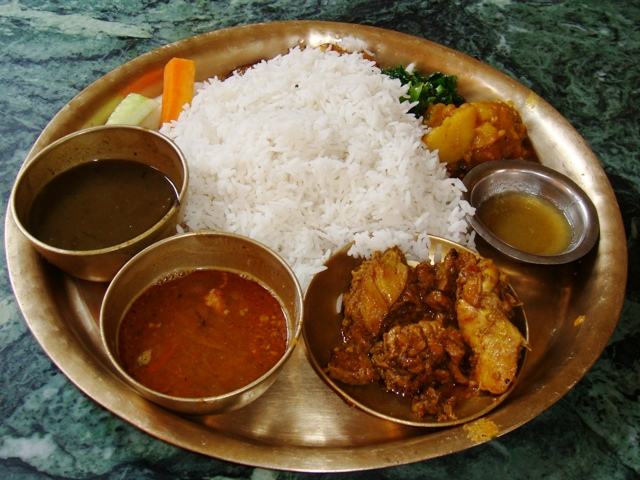
여러 가지 타르카리를 곁들인 네팔식 달 바트

## 같이 보기
- 주식
- 주요리